# إلوبيات
الإلوبيات هي مجموعة متنوعة من العظميات شديدة البدائية والتخصص، ومن أهم الأمثلة عليها الإنقليدس والطربون وأسماك العظم. ربما تعيش هذه الأسماك على الأرض منذ العصر الجوراسي، ومن المؤكد أنها كانت موجودة منذ الطباشيري الأوسط. بالمجمل، تتضمن فوق رتبة الإلوبيات أربع رتب، تحتوي على 24 فصيلة وقرابة 800 نوع.
من مُميزات الإلوبيات أن عظميها الزاوي (عظم غشائي) والمتراجع (عظم ضمن غضروفي) ملتحمان مع بعضهما، ونقص عدد العظام الظهرية الموجودة في الذيل. تملك هذه الأسماك أيضاً مثانات هوائية، وهي عبارة عن أكياس مملوءة بالأوعية الدموية، تسمح للأسماك بأن تتنفس من الهواء مباشرة كالرئة تماماً، لكن المثانات الهوائية موجودة عند العديد من الأسماك، أما ما يُميزها عند الإلوبيات فهو أنها غير متصلة بالأذن. لكن الميزة الواضحة الوحيدة لأسماك هذه المجموعة هي يرقات الأنقليس غريبة الشكل، والتي تملك أجساداً ممتدة ومسطحة وشفافة تقريباً. ومن المُميزات الأخرى حياتها الطويلة نسبياً، والتي يُمكن أن تمتد حتى 2-3 سنوات عند بعض الأنواع. كما أنها تستطيع التغذي على المواد العضوية عن طريق امتصاصها عبر جلدها. وأيضاً، تملك بعض الأنواع البدائية من هذه المجموعة «صفائح حنجرة».

## التصنيف
- الإلوبات
  - الإلوب

## الملاحظات
1. ↑  "صفيحة الحنجرة" (gular plate): هي عبارة عن صفيحة عظمية تُوجد على الجزء الخارجي من الفك السفلي، بين جهتي عظم الفك